# Luise Amalie von Braunschweig-Wolfenbüttel

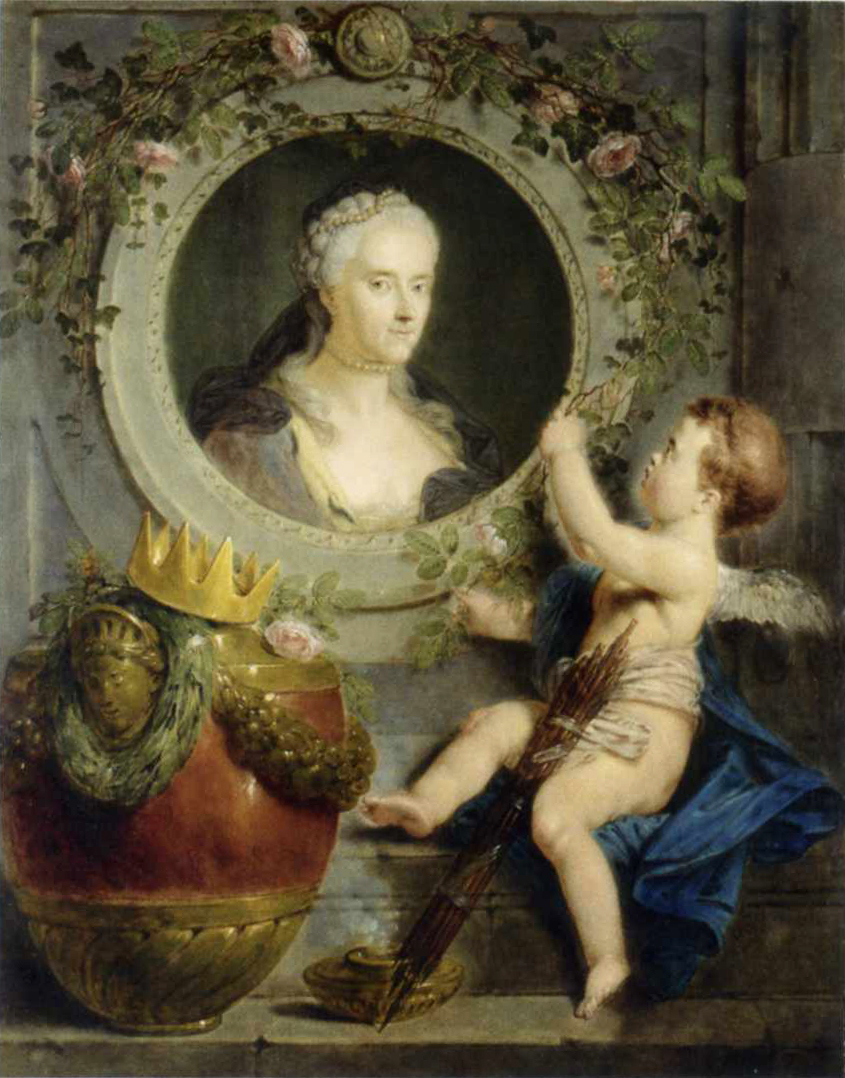
Porträt der Luise Amalie von Bernhard Rode (1780)

Luise Amalie von Braunschweig-Wolfenbüttel (* 29. Januar 1722 in Wolfenbüttel; † 13. Januar 1780 in Berlin) war durch ihre Ehe mit Prinz August Wilhelm von Preußen eine Prinzessin von Preußen.

## Leben
Luise Amalie war die zweite Tochter von Ferdinand Albrecht II., Fürst von Braunschweig-Wolfenbüttel-Bevern und dessen Gemahlin Prinzessin Antoinette Amalie von Braunschweig-Wolfenbüttel geboren. Der Hof des Vaters war sehr bescheiden für die damaligen Verhältnisse, dennoch verbrachte sie eine glückliche Kindheit auf Schloss Salzdahlum. Ihre Schwester Elisabeth Christine heiratete 1733 Kronprinz Friedrich von Preußen, den späteren König Friedrich II.
Am 6. Januar 1742 heiratete sie in Berlin den Prinzen August Wilhelm von Preußen. Mit dieser zweiten Heirat hatte der (inzwischen verstorbene) „Soldatenkönig“ Friedrich Wilhelm I. noch versucht, seine Treue zum Kaiserhaus in Wien zu beweisen. Da Friedrich II. kinderlos blieb, galt ihr Gatte als Nachfolger des Königs, was sie de facto zur Kronprinzessin von Preußen machte. Als solche führte das Ehepaar ab 1744 den Titel Prinzessin bzw. Prinz von Preußen und ihr Ehemann galt als präsumtiver Thronfolger.
Am 25. September 1744 kam der erste Sohn Luise Amalies zur Welt, Friedrich Wilhelm, der schon mit drei Jahren von seinen Eltern getrennt wurde, um am Hofe des Königs in Berlin sein späteres Amt, das er nach dem Tod seines Vaters und Onkels ausfüllen sollte, vorbereitet zu werden. 1747 verließ er das elterliche Schloss in Oranienburg. Ihre Ehe verlief unglücklich, da August Wilhelm seinen Bruder ersuchte, die Ehe zu trennen, um die 17-jährige Hofdame Sophie Marie von Pannwitz heiraten zu können. Friedrich II. lehnte dies jedoch ab, so dass sich zwischen den Brüdern eine Entfremdung entwickelte. August Wilhelm kämpfte schließlich für seinen Bruder als General der Infanterie in den Schlesischen Kriegen mit. Zudem opponierte er gegen die Pläne seines Bruders, der eine Annäherung mit England plante. Er erlitt in der Schlacht bei Kolin am 18. Juni 1757 eine schlimme Niederlage. Dies führte endgültig zum Bruch zwischen den Brüdern. Der Prinz zog sich auf das Schloss Oranienburg zurück, wo er 1758 starb.
Luise Amalie lebte in den Jahren bis zum Ende des Siebenjährigen Krieges in Magdeburg, wo der Hofstaat Zuflucht gefunden hatte. Anschließend kümmerte sie sich bis zu ihrem Tod um ihre 1767 geborene Enkeltochter Friederike, aus der Ehe ihres geschiedenen Sohnes Friedrich Wilhelm mit Elisabeth Christine Ulrike von Braunschweig-Wolfenbüttel. Ihr Sohn bestieg nach dem Tod Friedrichs II. den preußischen Thron als König Friedrich Wilhelm II.

## Nachkommen
- Friedrich Wilhelm II. (1744–1797)
- Heinrich (1747–1767)
- Wilhelmine (1751–1820) ⚭ Wilhelm V., Statthalter der Niederlande
- Georg Karl Emil (1758–1759)